# 220.
220. je tretje desetletje v 3. stoletju med letoma 220 in 229. 